# 동방선기
주식회사 동방선기는 세진중공업의 자회사로 대한민국의 산업용 배관자재 기업이다.

## 역사 및 현황
1994년 7월 6일 설립되었으며, 2009년 11월 10일 한국거래소 코스닥 시장에 상장되었다.